# Smilax polycolea
Smilax polycolea är en enhjärtbladig växtart som beskrevs av Otto Warburg. Smilax polycolea ingår i släktet Smilax och familjen Smilacaceae. Inga underarter finns listade.